# 布拉滕
布拉滕（德語：Blatten，發音：[ˈblatn̩]）是瑞士的城鎮，位於該國南部，由瓦萊州負責管轄，面積90.65平方公里，海拔高度1,542米，每年平均降雨量1084毫米，2011年人口305，人口密度每平方公里3人。2025年5月28日，布拉滕發生大規模冰川崩塌和山崩，城鎮大部分地區被泥石和冰掩埋，此前布拉滕已被疏散。

## 歷史

### 2025年山崩
欧洲中部夏令时间2025年5月28日下午3時24分，伯奇冰川崩塌，布拉滕被摧毀，九成地區已被掩埋。此次崩塌產生了規模3.1的地震波。約有1000萬立方米的泥漿、岩石和冰層堵塞了河道，形成了堰塞湖，一旦崩潰則下游會有洪水風險。河流下游的水庫已經就此增加了容量。在事件發生前幾星期，當地已經有數次規模較小的山崩，當地居民已在5月19日撤離。據報有一人失蹤